# Adventures of Nick Carter
Pour plus de détails, voir Fiche technique et Distribution.
Adventures of Nick Carter est un téléfilm américain réalisé en 1972 pour Universal Studios Productions par Paul Krasny, tiré d'une nouvelle de John R. Coryell, avec Robert Conrad dans le rôle de Nick Carter

## Synopsis
Le détective Nick Carter apprend que son collègue et ami Sam Bates a été tué. Il décide de mener son enquête dans la haute société du New York du début du XXe siècle.

## Fiche technique
- Titre : Les Aventures de Nick Carter
- Titre original : The adventures of Nick Carter
- Réalisation : Paul Krasny
- Scénario : Ken Pettus
- Producteur : Stanley Kallis
- Producteur associé : Arthur Hilton
- Producteur exécutif : Richard Irving
- Montage : Robert F. Shugrue
- Directeur artistique : Henry Bumstead
- Décors : James W. Payne
- Costumes : Burton Miller
- Photographie : Alric Edens
- Musique originale : John Andrew Tartaglia
- Pays d'origine : États-Unis
- Genre : Action
- Format : 1.33:1, son mono
- Durée : 74 minutes
- Couleurs par Technicolor
- Date de diffusion :
  -  États-Unis : 20 février 1972
  -  France : 1er janvier 1974 (1re chaîne)

## Distribution
- Robert Conrad (VF : Jacques Thébault) : Nick Carter
- Shelley Winters (VF : Paule Emanuele) : Bess Tucker
- Broderick Crawford (VF : Jacques Berthier (acteur)) : Otis Duncan
- Neville Brand (VF : Henry Djanik) : le capitaine Dan Keller
- Pat O'Brien (VF : Louis Arbessier) : Hallelujah Harry
- Pernell Roberts (VF : Jacques Deschamps) : Neal Duncan
- Sean Garrison (VF : Serge Sauvion) : Lloyd Deams
- Laraine Stephens (VF : Évelyn Séléna) : Joyce Jordan
- Dean Stockwell (VF : Yves-Marie Maurin) : Freddy Duncan
- Brooke Bundy (VF : Francine Lainé) : Roxy O'Rourke
- Sorrell Booke (VF : Pierre Leproux) : le Dr Zimmerman
- Joseph R. Maross (VF : René Bériard) : Archer
- Ned Glass (VF : Jean-Henri Chambois) : Maxie
- Paul Mantee (VF : Claude Joseph) : O'Hara
- William Benedict (VF : Louis Arbessier) : le vendeur de journaux
- Arlene Martel (VF : Jeanine Freson) : Florence (Flo en VO)
- Byron Morrow (VF : Jean-Henri Chambois) : Sam Bates
- Arthur Peterson (en) (VF : Claude Bertrand) : le médecin légiste
- Booth Colman (VF : Pierre Marteville) : Parsons
- Charles Davis (VF : René Bériard) : le prêtre aux funérailles
- Leon Lontoc (VF : Claude Bertrand) : le réceptionniste